# Kế hoạch K5

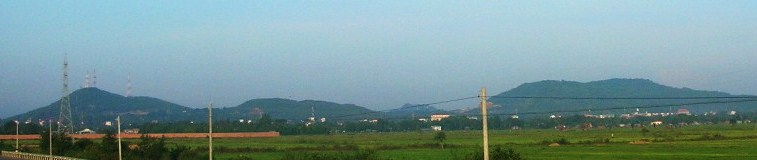
Dãy núi biên giới Campuchia –Thái Lan con đường giữa Sisophon và Aranyaprathet. Một trong những khu vực mà Khmer Đỏ trốn vào thời kỳ Cộng hòa Nhân dân Campuchia.

Kế hoạch K5, Vành đai K5 hoặc Dự án K5, còn được biết Bức màn tre, là một nỗ lực từ năm 1985 đến năm 1989 bởi chính phủ Cộng hòa Nhân dân Campuchia vạch giới tuyến ngăn chặn quân du kích Khmer Đỏ xâm nhập vào Campuchia bằng hệ thống hào, dây kẽm và bãi mìn dọc biên giới Campuchia - Thái Lan.

## Bối cảnh

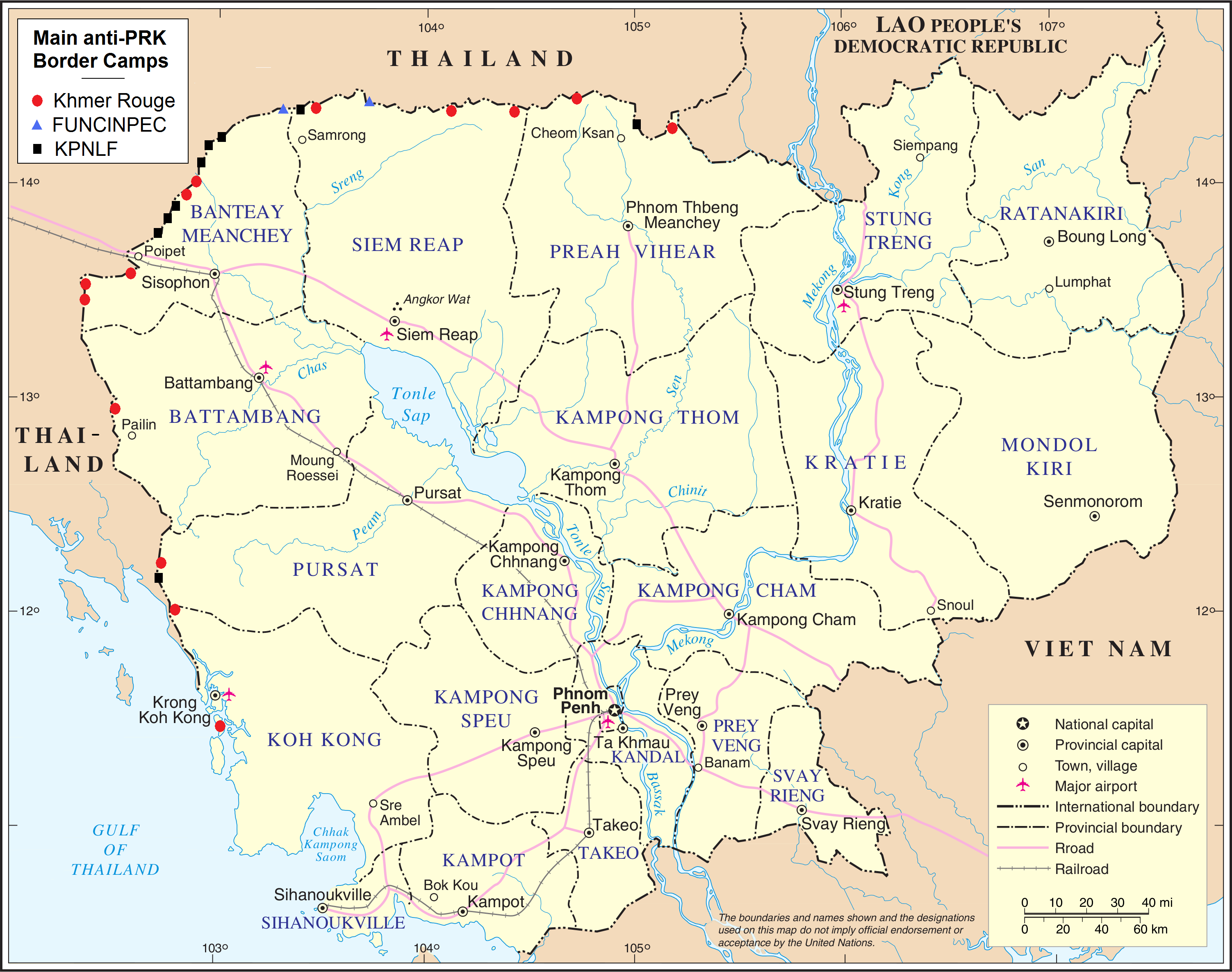
Các trại của phe đối lập với Cộng hòa Nhân dân Campuchia; 1979-1984

Sau khi Kampuchea Dân chủ thất bại năm 1979, Khmer Đỏ đã nhanh chóng rút chạy khỏi Campuchia. Với sự bảo vệ của nhà nước Thái Lan, và với các mối quan hệ ngoại giao, Pol Pot duy trì được quân đội từ 30,000 tới 35,000 quân được tập hợp và tổ chức lại trong các khu rừng và miền núi phía sâu biên giới Thái Lan - Campuchia. Trong những năm 1980, lực lượng Khmer Đỏ cho thấy sức mạnh của họ ở Thái Lan, với các trại tị nạn gần biên giới và nhận được sự hỗ trợ các trang thiết bị quân sự. Nguồn vũ khí này chủ yếu đến từ Trung Quốc và Hoa Kỳ và được vận chuyển qua Thái Lan với sự hợp tác của Lực lượng Vũ trang Hoàng gia Thái Lan.
Từ các tiền đồn quân sự ẩn giấu dọc theo biên giới Thái Lan, quân Khmer Đỏ đã phát động các chiến dịch quân sự liên tục chống lại nước Cộng hòa Nhân dân Campuchia mới thành lập. Khmer Đỏ đã chiến tranh du kích chống lại Lực lượng Vũ trang Cách mạng Nhân dân Kampuchia (KPRAF) và Quân đội Nhân dân Việt Nam cùng với các phe phái vũ trang không cộng sản nhỏ mà trước đây đã từng chiến đấu chống Khmer Đỏ trong khoảng thời gian từ 1975 đến 1979.
Chiến tranh biên giới đi theo mùa mưa / mùa khô. Nhìn chung, các lực lượng vũ trang Cách mạng Nhân dân Kampuchia và Quân đội Nhân dân Việt Nam đã tiến hành các chiến dịch tấn công vào mùa khô, và Khmer Đỏ do Trung Quốc hậu thuẫn đã tiến hành trong những mùa mưa. Năm 1982, Việt Nam đã tiến hành một cuộc tấn công không thành công phần lớn đối với căn cứ Khmer Đỏ chính ở Phnom Malai ở Dãy núi Cardamom.
Hậu quả chính của cuộc nội chiến ở biên giới là Cộng hòa Nhân dân Campuchia bị cản trở trong nỗ lực tái thiết quốc gia và việc củng cố chính quyền. Các tỉnh xung quanh biên giới luôn bị đe dọa từ Khmer Đỏ tấn công.

## Thực hiện
Kiến trúc sư của kế hoạch K5 là Đại tướng Việt Nam Lê Đức Anh, chỉ huy lực lượng Quân đội Nhân dân tại Campuchia. Ông đã xây dựng năm điểm chính để bảo vệ Campuchia chống lại cuộc thâm nhập của Khmer Đỏ. Chữ "K" là viết tắt của chữ Kar Karpier, nghĩa là phòng thủ trong tiếng Khmer. Và "5" nói đến năm điểm chính trong kế hoạch phòng vệ của Đại tướng Lê Đức Anh, trong đó việc niêm phong Biên giới với Thái Lan là điểm thứ hai.
Kế hoạch K5 bắt đầu vào ngày 19/7/1984. Theo chỉ đạo phát quang hơn 800 km đường biên làm tuyến tuần tra, sau đó cho trồng tre, đào hào, gài mìn, dựng lên một hàng rào ngăn Pol Pot thâm nhập từ các căn cứ trên phần đất Thái Lan sang. Mục đích giúp nhân dân và quân đội Cách mạng Nhân dân Kampuchia làm chủ được biên giới.

## Mục đích
Kế hoạch K5 có ý nghĩa rất lớn. Là công trình phòng thủ biên giới giúp quân đội Campuchia tự bảo vệ tuyến đường biên, đồng thời quân tình nguyện của Việt Nam thực hiện nhiệm vụ đơn vị chủ lực cơ động chiến lược. Đồng thới giúp quân đội Campuchia biết cách tổ chức xây dựng tuyến phòng thủ bảo vệ.

## Hậu quả
Kế hoạch K5 tuy hiệu quả rất thấp và hạn chế, do tuyến biên giới Thái Lan - Campuchia trải dài, dẫn tới tình trạng không ngăn chặn được lính Khmer Đỏ xâm nhập vào. Kế hoạch K5 lại hiệu quả về công tác tổ chức và chiến lược, giúp Quân đội Campuchia tự làm chủ đất nước thay vì phụ thuộc vào quân đội tình nguyện Việt Nam.
Kế hoạch K5 còn tạo sự an toàn cho người dân Campuchia sinh sống tại khu vực dọc biên giới. Nhưng do lực lượng Khmer đỏ thực hiện kế hoạch tập kích bằng cách vờ đầu hàng thâm nhập vào khu an toàn dân cư dọc biên giới sau đó đột kích gây khó khăn cho quân đội Campuchia và quân tình nguyện Việt Nam.